# 아나톨리 루나차르스키

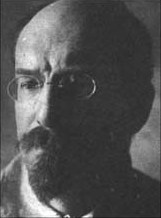

아나톨리 바실리예비치 루나차르스키(러시아어: Анато́лий Васи́льевич Лунача́рский, 1875년 11월 23일(율리우스력 11월 11일)~1933년 12월 26일)는 러시아의 마르크스주의 혁명가이자 볼셰비키 소비에트 교육부 인민위원으로 극작가, 비평가, 수필가, 언론인이다.
루나차르스키는 1875년 11월 23일 오늘날의 우크라이나 폴타바에서 알렉산드르 안토노프와 알렉산드라 로스톱체바(루나차르스카야) 사이의 사생아로 태어났으며 귀족인 루나차르스키 가문으로 입양되며 귀족 성씨와 작위를 얻었다. 성장한 후 취리히 대학교에서 리하르트 아베나리우스에게 수학하면서 로자 룩셈부르크, 레오 요기헤스 등 유럽 사회주의자들과 만났고 러시아 사회민주노동당에 가입했다. 1899년 귀국 후 거듭 투옥과 추방을 당했으며 1904년부터 볼셰비키 신문인 《전진》(러시아어: Вперёд)의 편집장이 되었다.
10월 혁명 이후의 최초의 소비에트 정부에서 교육인민위원회(나르콤프로스, 러시아어: Наркомпрос)의 수장이 된 루나차르스키는 러시아 소비에트 연방 사회주의 공화국의 교육인민위원이자 소비에트 연방의 계몽인민위원으로서 소련의 교육, 문화 정책을 담당했다. 루나차르스키는 블라디미르 마야콥스키 등의 구성주의적 실험을 지원하면서도 볼셰비키에 동조하지 않은 작가들을 비호하기도 하였다. 볼쇼이 발레단을 폐쇄하라는 블라디미르 레닌의 명령에 항의하여 발레단을 유지시켰다.
레닌 사후의 권력 분열과 이오시프 스탈린의 대두 속에서 점차 영향력을 잃은 루나차르스키는 1930년부터 소련의 국제 연맹 대표를 지냈으며, 1933년 주 스페인 대사로 지명되었으나 임지로 부임하는 중에 사망하였다.

## 같이 보기
- 프롤레트쿨트
- 프롤레타리아 문학